# Vinylacetylen
Vinylacetylen, též butenyn, (systematický název but-1-en-3-yn) je uhlovodík se sumárním vzorcem C4H4. Jde o nejjednodušší uhlovodík, který má v molekule jak dvojnou, tak i trojnou vazbu.

## Výroba
Vinylacetylen byl poprvé připraven eliminací kvartérních amoniových sloučenin:
[(CH3)3NCH2CH=CHCH2N(CH3)3]I2 → 2 [(CH3)3NH]I + HC≡C-CH=CH2.
Často se vyrábí dehydrohalogenací 1,3-dichlorbut-2-enu.
Vinylacetylen rovněž vzniká dimerizací acetylenu:
2 HC≡CH → HC≡C-CH=CH2.
nebo dehydrogenací butadienu:
H2C=CH-CH=CH2 → HC≡C-CH=CH2 + H2.

## Použití
Vinylacetylen se používá především na výrobu chloroprenu, ze kterého se vyrábí chloroprenový kaučuk (neopren). Nejprve je acetylen dimerizován na vinylacetylen, který následně reaguje s chlorovodíkem za vzniku 4-chlorbuta-1,2-dienu, který se pak za přítomnosti chloridu měďného přesmykuje na 2-chlorbuta-1,3-dien.